# Félix María Zuloaga
Pour les articles homonymes, voir Zuloaga.
Félix María Zuloaga Trillo né le 31 mars 1813 à Álamos, Sonora, Mexique et mort le 11 février 1898 à Mexico, Mexique, est un homme d'État. Il est durant la guerre de Réforme, président du gouvernement conservateur et chef des armées,.